# Seznam písní v 5. řadě seriálu Glee
Toto je seznam písní z páté řady amerického seriálu Glee.

## Seznam písní
| Název                                         | Původní interpret                              | Interpret v seriálu | Epizoda                                 | Singl | Album                             |
| --------------------------------------------- | ---------------------------------------------- | --- | --------------------------------------- | ----- | --------------------------------- |
| "Yesterday"                                   | The Beatles                                    | Rachel Berry | 1. "Love Love Love"                     | Ne    | Sings the Beatles                 |
| "Drive My Car"                                | The Beatles                                    | Artie Abrams a Kitty Wilde s New Directions | 1. "Love Love Love"                     | Ne    | Sings the Beatles                 |
| "Got to Get You into My Life"                 | The Beatles                                    | Kurt Hummel a Blaine Anderson s pochodovou kapelou McKinleyovy střední školy | 1. "Love Love Love"                     | Ne    | Sings the Beatles                 |
| "You've Got to Hide Your Love Away"           | The Beatles                                    | Artie Abrams a Kitty Wilde | 1. "Love Love Love"                     | Ne    | Sings the Beatles                 |
| "Help!"                                       | The Beatles                                    | Blaine Anderson a Sam Evans s New Directions, Vocal Adrenaline, Haverbrook School for the Deaf a Dalton Academy Warblers                                                        | 1. "Love Love Love"                     | Ne    | Sings the Beatles                 |
| "A Hard Day's Night"                          | The Beatles                                    | Rachel Berry a Santana Lopez se spolupracovníky ze Starlight Diner | 1. "Love Love Love"                     | Ne    | Sings the Beatles                 |
| "I Saw Her Standing There"                    | The Beatles                                    | Blaine Anderson, Sam Evans, Jake Puckerman a Ryder Lynn | 1. "Love Love Love"                     | Ne    | Sings the Beatles                 |
| "All You Need Is Love"                        | The Beatles                                    | Blaine Anderson s New Directions, Dalton Academy Warblers, Vocal Adrenaline, Haverbrook School for the Deaf, Rachel Berry, Burtem Hummelem, Santanou Lopez a Willem Schuesterem | 1. "Love Love Love"                     | Ne    | Sings the Beatles                 |
| "Revolution"                                  | The Beatles                                    | Tina Cohen-Chamg | 2. "Tina in the Sky with Diamonds"      | Ne    | TBA                               |
| "Here Comes the Sun"                          | The Beatles                                    | Santana Lopez a Dani | 2. "Tina in the Sky with Diamonds"      | Ne    | Sings the Beatles                 |
| "Get Back"                                    | The Beatles                                    | Kurt Hummel, Rachel Berry a studenti NYADY | 2. "Tina in the Sky with Diamonds"      | Ne    | Sings the Beatles                 |
| "Something"                                   | The Beatles                                    | Sam Evans s Ryderem Lynnem a Jakem Puckermanem | 2. "Tina in the Sky with Diamonds"      | Ne    | Sings the Beatles                 |
| "Sgt. Pepper's Lonely Hearts Club Band"       | The Beatles                                    | Jake Puckerman, Ryder Lynn, Wade "Unique" Adams a Marley Rose | 2. "Tina in the Sky with Diamonds"      | Ne    | Sings the Beatles                 |
| "Hey Jude"                                    | The Beatles                                    | Jake Puckerman, Ryder Lynn, Wade "Unique" Adams a Marley Rose | 2. "Tina in the Sky with Diamonds"      | Ne    | Sings the Beatles                 |
| "Let It Be"                                   | The Beatles                                    | Rachel Berry, Santana Lopez, Kurt Hummel a New Directions | 2. "Tina in the Sky with Diamonds"      | Ne    | Sings the Beatles                 |
| "Seasons of Love"                             | Rent                                           | Mercedes Jones, Santana Lopez, Kurt Hummel, Noah Puckerman, Mike Chang a New Directions                                                                                         | 3. "The Quarterback"                    | Ne    | The Quarterback                   |
| "I'll Stand by You"                           | The Pretenders                                 | Mercedes Jones s New Directions | 3. "The Quarterback"                    | Ne    | The Quarterback                   |
| "Fire and Rain"                               | James Taylor                                   | Artie Abrams a Sam Evans s New Directions | 3. "The Quarterback"                    | Ne    | The Quarterback                   |
| "If I Die Young"                              | The Band Perry                                 | Santana Lopez s New Directions | 3. "The Quarterback"                    | Ne    | The Quarterback                   |
| "No Surrender"                                | Bruce Springsteen                              | Noah Puckerman | 3. "The Quarterback"                    | Ne    | The Quarterback                   |
| "Make You Feel My Love"                       | Adele                                          | Rachel Berry | 3. "The Quarterback"                    | Ne    | The Quarterback                   |
| "Marry the Night"                             | Lady Gaga                                      | Elliott "Starchild" Gilbert | 4. "A Katy or a Gaga"                   | Ne    | A Katy or a Gaga                  |
| "Applause"                                    | Lady Gaga                                      | Sam Evans, Blaine Anderson, Artie Abrams, Ryder Lynn a Marley Rose | 4. "A Katy or a Gaga"                   | Ne    | A Katy or a Gaga                  |
| "Wide Awake"                                  | Katy Perry                                     | Jake Puckerman, Tina Cohen-Chang, Kitty Wilde a Wade "Unique" Adams | 4. "A Katy or a Gaga"                   | Ne    | A Katy or a Gaga                  |
| "Roar"                                        | Katy Perry                                     | Tina Cohen-Chang, Wade "Unique" Adams, Kitty Wilde, Sam Evans, Rachel Berry, Elliott "Starchild" Gilbert, Dani a Santana Lopez s New Directions a Kurtem Hummelem               | 4. "A Katy or a Gaga"                   | Ne    | A Katy or a Gaga                  |
| "You Are Woman, I Am Man"                     | Funny Girl                                     | Paolo San Pablo a Rachel Berry | 5. "The End of Twerk"                   | Ano   | TBA                               |
| "Blurred Lines"                               | Robin Thicke feat. T.I. a Pharrell             | Will Schuester, Artie Abrams, Jake Puckerman a Bree s New Directions a studenty                                                                                                 | 5. "The End of Twerk"                   | Ano   | TBA                               |
| "If I Were a Boy"                             | Beyoncé                                        | Wade "Unique" Adams | 5. "The End of Twerk"                   | Ano   | TBA                               |
| "Wrecking Ball"                               | Miley Cyrus                                    | Marley Rose | 5. "The End of Twerk"                   | Ano   | TBA                               |
| "On Our Way"                                  | The Royal Concept                              | New Directions | 5. "The End of Twerk"                   | Ano   | TBA                               |
| "Movin' Out (Anthony's Song)"                 | Billy Joel                                     | Blaine Anderson a Sam Evans s New Directions | 6. "Movin' Out"                         | Ne    | Movin' Out                        |
| "Piano Man"                                   | Billy Joel                                     | Blaine Anderson s kolegy se Spotlight Diner | 6. "Movin' Out"                         | Ne    | Movin' Out                        |
| "My Life"                                     | Billy Joel                                     | Jake Puckerman s členkami New Directions a roztleskávačkami | 6. "Movin' Out"                         | Ne    | Movin' Out                        |
| "Honesty"                                     | Billy Joel                                     | Artie Abrams | 6. "Movin' Out"                         | Ne    | Movin' Out                        |
| "An Innocent Man"                             | Billy Joel                                     | Ryder Lynn | 6. "Movin' Out"                         | Ne    | Movin' Out                        |
| "Just the Way You Are"                        | Billy Joel                                     | Kurt Hummel, Blaine Anderson, Rachel Berry, Sam Evans a Santana Lopez | 6. "Movin' Out"                         | Ne    | Movin' Out                        |
| "You May Be Right"                            | Billy Joel                                     | Will Schuester, Artie Abrams, Kitty Wilde, Ryder Lynn a Jake Puckerman s New Directions a studenty                                                                              | 6. "Movin' Out"                         | Ne    | Movin' Out                        |
| "Into the Groove"                             | Madonna                                        | Pamela Lansbury | 7. "Puppet Master"                      | Ano   | TBA                               |
| "You're My Best Friend"                       | Queen                                          | Blaine Anderson s loutkami New Directions | 7. "Puppet Master"                      | Ano   | TBA                               |
| "Nasty" / "Rhythm Nation"                     | Janet Jacksonová                               | Jake Puckerman, Marley Rose a Bree s roztleskávačkami | 7. "Puppet Master"                      | Ano   | TBA                               |
| "Cheek to Cheek"                              | Fred Astaire                                   | Will Schuester a Sue Sylvester | 7. "Puppet Master"                      | Ano   | TBA                               |
| "The Fox (What Does the Fox Say?)"            | Ylvis                                          | New Directions a Pamela Lansbury | 7. "Puppet Master"                      | Ano   | TBA                               |
| "Here Comes Santa Claus"                      | Bing Crosby and The Andrews Sisters            | Kurt Hummel, Rachel Berry a Santana Lopez s elfy | 8. "Previously Unaired Christmas"       | Ne    | The Christmas Album Volume 4      |
| "Rockin' Around the Christmas Tree"           | Brenda Lee                                     | Artie Abrams, Will Schuester, Jake Puckerman, Kitty Wilde a Marley Rose s New Directions                                                                                        | 8. "Previously Unaired Christmas"       | Ne    | The Christmas Album Volume 4      |
| "Mary's Boy Child"                            | Boney M.                                       | Marley Rose, Wade "Unique" Adams a Tina Cohen-Chang | 8. "Previously Unaired Christmas"       | Ne    | The Christmas Album Volume 4      |
| "The Chipmunk Song (Christmas Don't Be Late)" | Alvin a Chipmunkové                            | Rachel Berry, Kurt Hummel a Santana Lopez s Codym Tolentinem | 8. "Previously Unaired Christmas"       | Ne    | The Christmas Album Volume 4      |
| "Love Child"                                  | Diana Ross & the Supremes                      | Wade "Unique" Adams s Tinou Cohen-Chang a New Directions (kromě Kitty Wilde) | 8. "Previously Unaired Christmas"       | Ne    | The Christmas Album Volume 4      |
| "Away in a Manger"                            | Tradiční                                       | Kitty Wilde s New Directions (plus Becky Jackson), Rachel Berry, Santana Lopez a Kurt Hummel)                                                                                   | 8. "Previously Unaired Christmas"       | Ne    | The Christmas Album Volume 4      |
| "Whenever I Call You Friend"                  | Kenny Loggins a Stevie Nicks                   | Artie Abrams a Tina Cohen-Chang a New Directions | 9. "Frenemies"                          | Ano   | TBA                               |
| "Brave"                                       | Sara Bareilles                                 | Santana Lopez a Rachel Berry | 9. "Frenemies"                          | Ano   | TBA                               |
| "My Lovin' (You're Never Gonna Get It)"       | En Vogue                                       | Artie Abrams, Tina Cohen-Chang, Will Schuester a New Directions | 9. "Frenemies"                          | Ano   | TBA                               |
| "Beautiful Dreamer"                           | Stephen Foster                                 | náhradnice na konkurzu do Funny Girl | 9. "Frenemies"                          | Ne    | TBA                               |
| "Don't Rain on My Parade"                     | Funny Girl                                     | Santana Lopez | 9. "Frenemies"                          | Ano   | TBA                               |
| "I Believe in a Thing Called Love"            | The Darkness                                   | Elliott "Starchild" Gilbert a Kurt Hummel | 9. "Frenemies"                          | Ano   | TBA                               |
| "Every Breath You Take"                       | The Police                                     | Rachel Berry a Santana Lopez | 9. "Frenemies"                          | Ano   | TBA                               |
| "Breakaway"                                   | Kelly Clarkson                                 | Tina Cohen-Chang, Artie Abrams, Blaine Anderson a New Directions | 9. "Frenemies"                          | Ano   | TBA                               |
| "Jumpin' Jumpin'"                             | Destiny's Child                                | Tina Cohen-Chang, Blaine Anderson a Sam Evans | 10. "Trio"                              | Ano   | TBA                               |
| "Barracuda"                                   | Heart                                          | Elliott "Starchild" Gilbert a Rachel Berry | 10. "Trio"                              | Ano   | TBA                               |
| "Don't You (Forget About Me)"                 | Simple Minds                                   | Sam Evans, Blaine Anderson a Tina Cohen-Chang | 10. "Trio"                              | Ano   | TBA                               |
| "Danny's Song"                                | Loggins and Messina                            | Will Schuester a Emma Pilsbury | 10. "Trio"                              | Ano   | TBA                               |
| "Gloria"                                      | Laura Branigan                                 | Santana Lopez, Elliott "Starchild" Gilbert a Rachel Berry | 10. "Trio"                              | Ano   | TBA                               |
| "The Happening"                               | The Supremes                                   | Kurt Hummel, Dani a Elliott "Starchild" Gilbert | 10. "Trio"                              | Ano   | TBA                               |
| "Hold on"                                     | Wilson Phillips                                | Tina Cohen-Chang, Blaine Anderson, Artie Abrams, Sam Evans, Kurt Hummel, Elliott "Starchild" Gillbert, Rachel Berry, Santana Lopez a Dani                                       | 10. "Trio"                              | Ano   | TBA                               |
| "I Love L.A."                                 | Randy Newman                                   | Will Schuester, Blaine Anderson, Artie Abrams, Sam Evans, Jake Puckerman a New Directions                                                                                       | 11. "City of Angeles"                   | Ne    | City of Angels                    |
| "Vacation"                                    | The Go-Go's                                    | The Amazonias | 11. "City of Angeles"                   | Ne    | City of Angels                    |
| "Mr. Roboto"/"Counting Stars"                 | Styx / OneRepublic                             | Jean-Baptiste a Throat Explosion | 11. "City of Angels"                    | Ne    | City of Angeles                   |
| "More Than a Feeling"                         | Boston                                         | Blaine Anderson, Tina Cohen-Chang a New Directions | 11. "City of Angels"                    | Ne    | City of Angeles                   |
| "America"                                     | Neil Diamons                                   | New Directions | 11. "City of Angeles"                   | Ne    | City of Angels                    |
| "I Still Haven't Found What I'm Looking For"  | U2                                             | New Directions | 11. "City of Angeles"                   | Ne    | City of Angels                    |
| "Raise Your Glass"                            | Pink                                           | April Rhodes, Will Schuester a původní a stávající členové New Directions | 12. "100"                               | Ne    | Celebrating 100 Episodes          |
| "Toxic"                                       | Britney Spears                                 | Unholy Trinity | 12. "100"                               | Ne    | Celebrating 100 Episodes          |
| "Defying Gravity"                             | Čarodějka                                      | Mercedes Jones, Kurt Hummel a Rachel Berry | 12. "100"                               | Ne    | Celebrating 100 Episodes          |
| "Valerie"                                     | Amy Winehouse                                  | Santana Lopez, Brittany Pierce s Mikem Changem a Jakem Puckermanem | 12. "100"                               | Ne    | Celebrating 100 Episodes          |
| "Keep Holding On"                             | Avril Lavigne                                  | Noah Puckerman s původními a stávajícími členy New Directions | 12. "100"                               | Ne    | Celebrating 100 Episodes          |
| "Happy"                                       | Pharell Williams                               | Holly Holliday, April Rhodes, Will Schuester, Blaine Anderson, Mercedes Jones a původní a stávající členové New Directions                                                      | 12. "100"                               | Ne    | Celebrating 100 Episodes          |
| "I Am Changing"                               | Dreamgirls                                     | Kurt Hummel a Mercedes Jones | 13. "New Directions"                    | Ne    | Celebrating 100 Episodes          |
| "Party All the Time"                          | Eddie Murphy                                   | Holly Holliday a Will Schuester s původními a stávajícími členy New Directions                                                                                                  | 13. "New Directions"                    | Ne    | Celebrating 100 Episodes          |
| "Loser Like Me (Acustic"                      | Originální skladba                             | Blaine Anderson, Sam Evans, Tina Cohen-Chang a Artie Abrams | 13. "New Directions"                    | Ne    | Celebrating 100 Episodes          |
| "Be Okey"                                     | Oh Honey                                       | Rachel Berry a Santana Lopez | 13. "New Directions"                    | Ne    | Celebrating 100 Episodes          |
| "Just Give Me Reason"                         | Pink                                           | Quinn Fabray a Noah Puckerman | 13. "New Directions"                    | Ne    | Celebrating 100 Episodes          |
| "Don't Stop Believin'"                        | Journey                                        | Will Schuester a New Directions | 13. "New Directions"                    | Ne    | Celebrating 100 Episodes          |
| "Downtown"                                    | Petula Clark                                   | Rachel Berry, Kurt Hummel, Blaine Anderson, Artie Abrams a Sam Evans | 14. "New New York"                      | Ne    | New New York                      |
| "You Make Me Feel So Young"                   | Frank Sinatra                                  | Blaine Anderson a Kurt Hummel | 14. "New New York"                      | Ne    | New New York                      |
| "Best Day of My Life"                         | American Authors                               | Blaine Anderson a Sam Evans | 14. "New New York"                      | Ne    | New New York                      |
| "Rockstar"                                    | A Great Big World                              | Elliott "Starchild" Gillbert a Kurt Hummel | 14. "New New York"                      | Ne    | New New York                      |
| "Don't Sleep in the Subway"                   | Petula Clark                                   | Rachel Berry a Artie Abrams | 14. "New New York"                      | Ne    | New New York                      |
| "People"                                      | Funny Girl                                     | Rachel Berry | 14. "New New York"                      | Ne    | New New York                      |
| "No One is Alone"                             | Into the Woods                                 | Rachel Berry, Kurt Hummel a Blaine Anderson | 15. "Bash"                              | Ne    | Bash                              |
| "(You Make Me Feel Like) A Natural Woman"     | Aretha Franklin                                | Mercedes Jones | 15. "Bash"                              | Ne    | Bash                              |
| "Broadway Baby"                               | Follies                                        | Rachel Berry a Blaine Anderson | 15. "Bash"                              | Ne    | Bash                              |
| "Not While I'm Around"                        | Sweeney Todd: The Demon Barber of Fleet Street | Blaine Anderson | 15. "Bash"                              | Ne    | Bash                              |
| "Colorblind"                                  | Amber Riley                                    | Mercedes Jones | 15. "Bash"                              | Ne    | Bash                              |
| "I'm Still Here"                              | Follies                                        | Kurt Hummel | 15. "Bash"                              | Ne    | Bash                              |
| "Addicted to Love"                            | Robert Palmer                                  | Artie Abrams s Jessicou, Julie a Vanessou | 16. "Tested"                            | Ne    | Tested                            |
| "IWant to Know What Love Is"                  | Foreigner                                      | Amber Riley a sbor | 16. "Tested"                            | Ne    | Tested                            |
| "Love Is a Battlefield"                       | Pat Benatar                                    | Blaine Anderson a Kurt Hummel | 16. "Tested"                            | Ne    | Tested                            |
| "Let's Wait Awhile"                           | Janet Jacksonová                               | Mercedes Jones, Artie Abrams a Sam Evans | 16. "Tested"                            | Ne    | Tested                            |
| "Lovefool"                                    | The Cardigans                                  | Rachel Berry, Blaine Anderson, Tina Cohen-Chang, Sam Evans, Kurt Hummel a Santana Lopez                                                                                         | 17. "Opening Night"                     | Ne    | Opening Night                     |
| "N.Y.C."                                      | Annie                                          | Sue Sylvester a Will Schuester | 17. "Opening Night"                     | Ne    | Opening Night                     |
| "I'm the Greatest Star"                       | Funny Girl                                     | Rachel Berry | 17. "Opening Night"                     | Ne    | Opening Night                     |
| "Who Are You Now"                             | Funny Girl                                     | Rachel Berry a Sue Sylvester | 17. "Opening Night"                     | Ne    | Opening Night                     |
| "Pumpin Blood"                                | NONONO                                         | Rachel Berry, Mercedes Jones a Santana Lopez | 17. "Opening Night"                     | Ne    | Opening Night                     |
| "Wake Me Up"                                  | Avicii feat Aloe Blacc                         | Rachel Berry | 18. "Back-up Plan"                      | Ne    | The Back-Up Plan                  |
| "Doo Wop (That Thing)"                        | Lauryn Hill                                    | Mercedes Jones a Santana Lopez | 18. "Back-up Plan"                      | Ne    | The Back-Up Plan                  |
| "Story of My Life"                            | One Direction                                  | Kurt Hummel a Blaine Anderson | 18. "Back-up Plan"                      | Ne    | The Back-Up Plan                  |
| "Piece of My Heart"                           | Big Brother and the Holding Company            | Juny Dolloway a Blaine Anderson | 18. "Back-up Plan"                      | Ne    | The Back-Up Plan                  |
| "The Rose"                                    | Bette Midler                                   | Rachel Berry | 18. "Back-up Pan"                       | Ne    | The Back-Up Plan                  |
| "I Melt with You"                             | Modern English                                 | Sam Evans, Rachel Berry, Mercedes Jones a Artie Abrams | 19. "Old Dog, New Tricks"               | Ne    | Old Dog New Trick                 |
| "Memory"                                      | Cats                                           | Kurt Hummel, Meggie Banks a Lexingtonský domov důchodců | 19. "Old Dog, New Tricks"               | Ne    | Old Dog New Trick                 |
| "Werewolves of London"                        | Warren Zevon                                   | Sam Evans a Artie Abrams | 19. "Old Dog, New Tricks"               | Ne    | Old Dog New Trick                 |
| "Lucky Star"                                  | Madonna                                        | Kurt Hummel, Maggie Banks a Lexingtonský domov důchodců | 19. "Old Dog, New Tricks"               | Ne    | Old Dog New Trick                 |
| "Take Me Home Tonight"                        | Eddie Money                                    | Artie Abrams, Blaine Anderson, Maggie Banks, Rachel Berry, Sam Evans, Kurt Hummel, Mercedes Jones, Santan Lopez a Lexingtonský domov důchodců                                   | 19. "Old Dog, New Tricks"               | Ne    | Old Dog New Trick                 |
| "Shakin' My Head"                             | Originální skladba                             | Mercedes Jones | 20. "The Untitled Rachel Berry Project" | Ne    | The Untitled Rachel Berry Project |
| "All of me"                                   | John Legend                                    | Blaine Anderson | 20. "The Untitled Rachel Berry Project" | Ne    | The Untitled Rachel Berry Project |
| "Girls on Film"                               | Duran Duran                                    | Sam Evans s Charlie Darlene a modelkami | 20. "The Untitled Rachel Berry Project" | Ne    | The Untitled Rachel Berry Project |
| "Glitter in the Air"                          | Pink                                           | Rachel Berry | 20. "The Untitled Rachel Berry Project" | Ne    | The Untitled Rachel Berry Project |
| "No Time at All"                              | Pippin                                         | John Dolloway a Blaine Anderson | 20. "The Untitled Rachel Berry Project" | Ne    | The Untitled Rachel Berry Project |
| "American Boy"                                | Estelle feat. Kanye West                       | Blaine Anderson a Kurt Hummel | 20. "The Untitled Rachel Berry Project" | Ne    | The Untitled Rachel Berry Project |
| "Pompeii"                                     | Bastille                                       | Rachel Berry, Kurt Hummel, Mercedes Jones, Blaine Anderson, Sam Evans, Artie Abrams a Brittany Pierce                                                                           | 20. "The Untitled Rachel Berry Project" | Ne    | The Untitled Rachel Berry Project |